# Mihály Lantos

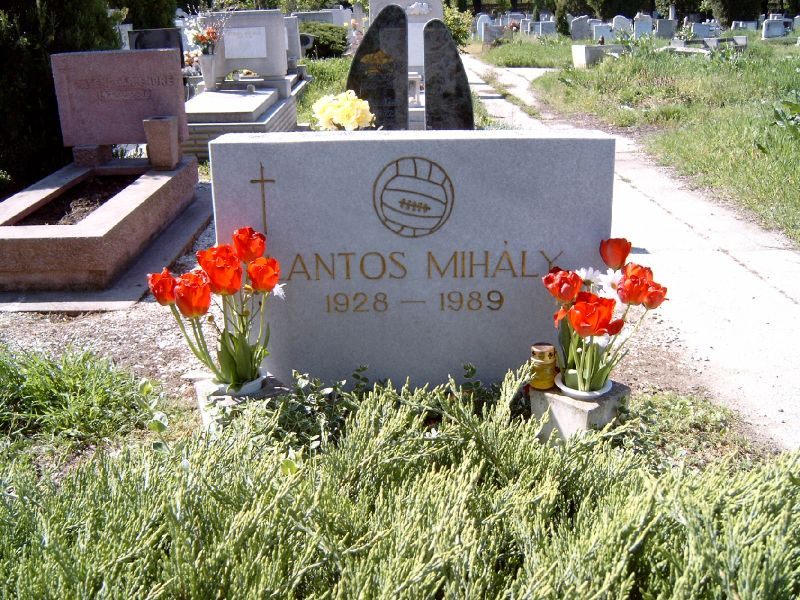
Náhrobek na budapešťském hřbitově

Mihály Lantos (29. září 1928 – 31. prosince 1989), také znám jako Mihály Lendenmayer byl maďarský fotbalista a trenér. Hrál na místě obránce, většinu kariéry za MTK Hungária FC. V padesátých letech patřil ke Zlaté jedenáctce, mezi její další hráče patřili Nándor Hidegkuti, Ferenc Puskás, Zoltán Czibor, Sándor Kocsis a József Bozsik. Po skončení hráčské kariéry pracoval jako trenér, v letech 1965 až 1967 působil jako asistent u svého bývalého trenéra z MTK Mártona Bukoviho v Olympiaku Pireus. Pak se vrátil do Maďarska a trénoval několik dalších týmů včetně Videotonu.

## Klubová kariéra
MTK Hungária FC
Lantos hrál v MTK v roce 1948. V roce 1949, když v Maďarsku převzali moc komunisté, MTK byl převzat tajnou policií ÁVH a následně klub několikrát změnil jméno. Nejdříve byl Textiles SE, poté Bástya SE, pak Vörös Lobogó SE a nakonec se vrátil k MTK. Nehledě na dobové kotrmelce, padesátá léta byla úspěšným obdobím klubu pod vedením trenéra Mártona Bukoviho. Tým, ve kterém hráli mimo jiných Nándor Hidegkuti, Péter Palotás a József Zakariás třikrát vyhrál maďarskou ligu a maďarský pohár a Mitropa Cup. V roce 1955 pod jménem Vörös Lobogó SE hráli vůbec první ročník Poháru mistrů evropských zemí. Lantos dal tři góly (v tom dva z penalty) a s klubem postoupil až do čtvrtfinále.

## Reprezentace
V letech 1949 až 1956 nastoupil ve 52 zápasech a v dresu maďarské reprezentace dal 5 gólů. Debutoval 10. července 1949 při výhře 8-2 s Polskem. Jako jeden ze Zlaté jedenáctky pomohl Maďarsku ke zlatým olympijským medailím v roce 1952, vítězství ve Středoevropském mistrovství v roce 1953 a dvojnásobné porážce Anglie. Vstřelil úvodní gól zápasu s Anglií 7-1 23. května 1954. Byl při postupu Maďarů do finále MS v roce 1954. Na tomto Mistrovství světa sehrál všech pět zápasů, když skóroval v úvodním zápase 9-0 s Jižní Koreou a v bolestivé Bitvě v Bernu, čtvrtfinálovém souboji s Brazílií.

## Úspěchy

### Klubové
MTK Hungária FC
- Mistr ligy (3): 1951, 1953, 1958
- Vítěz fotbalového poháru: 1952
- Mitropa Cup: 1955

### Mezinárodní
Maďarsko
- Olympijský vítěz: 1952
- Středoevropské mistrovství: vítěz 1953
- Mistrovství světa poražený finalista: 1954